# ونیامین تایانوویچ
ونیامین تایانوویچ (روسی: Вениамин Игоревич Таянович؛ زادهٔ ۶ آوریل ۱۹۶۷) شناگر اهل اتحاد جماهیر شوروی سوسیالیستی بود.
از افتخارات وی میتوان به کسب مدال طلا شنا ۴×۲۰۰ متر آزاد امدادی در بازی‌های المپیک تابستانی ۱۹۹۲ اشاره کرد.